# Extinction Ordovicien-Silurien
| Millions d'années O-S Fin D Cap P-Tr Tr-J K-Pg |

Le graphique bleu indique le pourcentage apparent (pas en nombre absolu) de genres d'animaux marins ayant disparu au cours d'un intervalle de temps. Il ne représente pas toutes les espèces marines, mais seulement les espèces marines fossiles. Les 5 plus grandes extinctions sont liées, voir les extinctions massives pour plus de détails.
Source et information sur le graphique
L'extinction Ordovicien-Silurien, aussi appelée extinction massive de l'Ordovicien supérieur, est le premier des cinq grands évènements de disparition d'une proportion significative des espèces vivant sur la Terre (essentiellement marines à cette époque). Cette extinction s'est produite il y a environ 445 millions d'années, à la limite entre l'Ordovicien et le Silurien.
Elle est considérée comme la seconde plus importante des cinq grandes extinctions massives de l'éonothème Phanérozoïque. Elle aboutit à la disparition de 27 % des familles et de 57 % des genres d'animaux marins, et une estimation de 85 % au niveau des espèces.
La cause principale de cette extinction majeure paraît liée à une grande phase de volcanisme combinée avec une glaciation à la fin de l'Ordovicien. Cette glaciation aurait entraîné des désordres climatiques et écologiques rendant difficile l'adaptation des espèces et écosystèmes au recul de la mer sur des centaines de kilomètres, puis à son retour en fin de phase glaciaire. 

## Causes
Comme pour la plupart des extinctions massives un certain nombre de causes, parfois concomitantes et dépendantes, sont invoquées (tectonique des plaques, variations climatiques et écologiques, volcanisme, impacts d'astéroïdes, sursaut gamma, cycles astronomiques, concentration élevée en métaux lourds, etc.). Les scientifiques s'accordent sur les rôles majeurs de la grande glaciation fini-ordovicienne.

### Glaciation de la fin de l'Ordovicien
Au cours du Cambrien et durant la majeure partie de l'Ordovicien les masses continentales se sont largement dispersées favorisant une radiation évolutive remarquable : la Grande biodiversification ordovicienne.
À l'Ordovicien supérieur, certains de ces blocs continentaux entament un rapprochement qui conduira, au cours du Silurien, à la formation du super-continent Laurussia. L'autre super-continent, le Gondwana dérive vers le sud et, à la fin de l'Ordovicien, il se retrouve sous de très hautes latitudes australes. Il va alors se couvrir d'une épaisse calotte polaire entourée d'une large banquise.
Cette glaciation, qui était considérée lors d'études antérieures comme un événement relativement bref, limité à l'étage Hirnantien qui termine le système ordovicien, est en fait intervenue sur une période plus longue et s'est installée de façon plus progressive depuis le Katien (entre environ 453 et 445 millions d'années). Elle culmine à l'Hirnantien (entre environ 445 et 443 millions d'années).
C'est lors de l'Ordovicien supérieur que les plantes non vasculaires s'installent et se développent sur la terre ferme. Cette modification majeure de la biosphère aurait accéléré le processus d'altération des silicates sur les continents. Ce processus, en fixant de très grandes quantités de dioxyde de carbone, aurait conduit à la baisse des températures de la Terre et au développement des calottes polaires.

### Sursaut gamma
Une théorie propose que la Terre ait été frappée par un sursaut gamma issu d'une supernova. Cette irradiation aurait alors provoqué des changements dans l'atmosphère, entraînant une dégradation de la couche d'ozone et un assombrissement global de forte ampleur, cause de la glaciation. Cette théorie ne retient que peu de soutiens dans la communauté scientifique, mais elle a été popularisée par des émissions de vulgarisation comme Animal Armageddon. Le principal obstacle à l'acceptation de cette théorie est la difficulté à la prouver, les traces de la supernova ayant depuis longtemps disparu.

### Supervolcans
En juillet 2017 une équipe de recherche de l'Amhesrt College dirigée par David S. Jones annonce que les traces de mercure détectées dans des roches américaines et chinoises vieilles de 446 millions d'années constituent une preuve géologique d'éruptions volcaniques libérant de gigantesques quantités de dioxyde de carbone et de méthane durant la fin de l'Ordovicien,.

### Séquestration du dioxyde de carbone
L'étude d'anciens sédiments marins datant d'environ 444 Ma (fin de l'Ordovicien) montre une grande abondance de dérivés de la chlorophylle, dont la composition isotopique de l'azote coïncide avec celle des algues modernes. En quelques millions d'années seulement les quantités d'algues mortes sédimentées ont plus que quintuplé. Ces algues auraient prospéré aux dépens des autres espèces et notamment des cyanobactéries. Au moins deux fois plus grandes que ces dernières, les algues mortes se seraient rapidement accumulées au fond des océans au lieu de voir leur carbone recyclé, entraînant à la fois une raréfaction des organismes marins (et à cette époque la vie était essentiellement limitée au milieu marin) et une grande glaciation (par diminution de l'effet de serre),.

## Conséquences

### Conséquences physiques
Les conséquences de cette glaciation sont multiples :
- la conséquence majeure est la baisse du niveau de la mer[12],[Note 2] qui entraîne une réduction considérable des environnements de plateforme continentale et par conséquent de leurs habitats et de la biodiversité marine ;
- les bassins sont souvent isolés les uns des autres ou, du moins, les circulations d'eaux océaniques sont limitées. Les eaux s'appauvrissent ainsi en oxygène ce qui peut créer des zones d'anoxie bassinales. Mais le phénomène d'anoxie plus généralisée, appelé événement anoxique océanique (EAO), parait plutôt se développer en début de déglaciation lorsque les contrastes de température et de salinité entre les eaux de dégel et les eaux chaudes des basses latitudes conduisent à une stratification des eaux océaniques responsable de l’anoxie et de la sédimentation d’argiles noires sur de vastes étendues du globe[13],[14]. Ces environnements anoxiques sont quasiment dépourvus de faune ;

- les teneurs estimées en dioxyde de carbone (CO2) dans les sédiments déposés lors de la glaciation de la fin de l'Ordovicien sont élevées, ce qui apparait paradoxal car de fortes teneurs en CO2 sont caractéristiques des périodes chaudes de la Terre dites de "super effet de serre" (Greenhouse earth ou hothouse en anglais)[12],[15]. Ces fortes teneurs sont en fait une conséquence de la glaciation : l'extension des calottes polaires empêche l'altération des silicates (phénomène qui est un grand consommateur de CO2 par la réaction : silicates + CO2 + H2O → cations + bicarbonate + SiO2). Cette augmentation des teneurs en dioxyde de carbone va se traduire assez rapidement par une élévation des températures et le début de la déglaciation[16].

### Conséquences biologiques
L'impact sur le monde vivant est considérable avec deux pics principaux d'extinction :
- un premier en début de glaciation, provoqué par la chute assez rapide du niveau marin,
- un second à la fin de la glaciation lorsque le niveau marin remonte et que les animaux marins doivent se réadapter à de nouveaux habitats.

L'extinction de l'Ordovicien-Silurien aboutit à la disparition de 27 % des familles et de 57 % des genres d'animaux marins. Elle est considérée comme la seconde plus importante des cinq grandes extinctions massives du Phanérozoïque après celle du Permien-Trias qui interviendra environ 200 millions d'années plus tard.
Parmi les groupes d'animaux marins fortement affectés par cette phase d'extinction:
- au sein du plancton : les chitinozoaires et les acritarches,
- les graptolites,
- les trilobites,
- les brachiopodes,
- les coraux tabulés et les coraux tétracoralliaires,
- certains conodontes, etc.

Le taux de disparition de familles d'animaux marins dans la partie supérieure de l'Ordovicien, sur environ 20 millions d'années est le plus élevé jamais enregistré au cours de l'histoire de la Terre, il est de l'ordre de 20 familles par million d'années.